# Spelaeodytes
Spelaeodytes is een geslacht van kevers uit de familie van de loopkevers (Carabidae). De wetenschappelijke naam van het geslacht is voor het eerst geldig gepubliceerd in 1863 door L.Miller.

## Soorten
Het geslacht Spelaeodytes is monotypisch en omvat slechts de volgende soort:
- Spelaeodytes mirabilis L.Miller, 1863